# Charles Edward Hallé

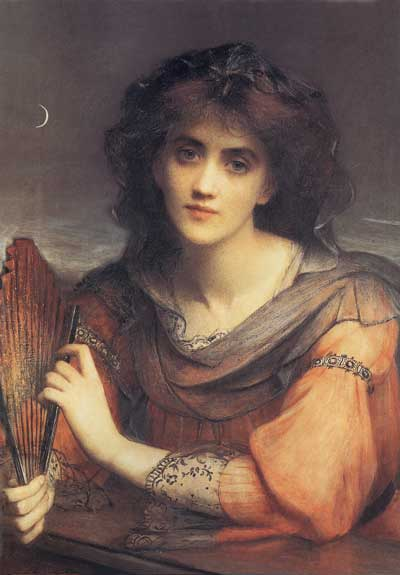
Luna

Charles Edward Hallé (Parijs, 1846 – 1914, in sommige bronnen vermeld als Edward Charles Hallé) was een Engels kunstschilder en galerie-beheerder. Hij werkte in de trant van de Prerafaëlieten en vervaardigde portretten, historische werken en genrestukken.
Hallé was een zoon van de oorspronkelijk uit Duitsland afkomstige Sir Charles Hallé (Karl Halle), pianist, dirigent en oprichter van het Hallé Orchestra. Zijn moeder was de violiste Wilma Neruda.
Hij studeerde aan de Royal Academy of Arts, waar hij ook exposeerde van 1866 tot 1882. Op 17-jarige leeftijd reisde hij naar Frankrijk waar hij werkte met Victor Mottez, een leerling van Ingres. Van daaruit trok hij naar Italië en ontdekte de kunst van de neoklassieke kunstenaars in Rome. Na zijn terugkeer in Engeland exposeerde hij vier werken bij de Academy. Na een reis naar Venetië vestigde hij zich definitief in Londen. 
Hallé was betrokken bij de oprichting van de Grosvenor Gallery en de New Gallery. Hij stelde er ook eigen werk tentoon. Hij was bevriend met onder anderen de kunstenaars Edward Burne-Jones en Lawrence Alma-Tadema.